# Helichus fenyosi
Helichus fenyosi is een keversoort uit de familie ruighaarkevers (Dryopidae). De wetenschappelijke naam van de soort werd in 1894 gepubliceerd door Edmund Reitter.